# 斯凱峰
斯凱峰（義大利語：Punta Scais），是意大利的山峰，位於該國北部，由貝加莫省負責管轄，屬於貝爾加莫阿爾卑斯山脈的一部分，海拔高度3,040米，人類在1881年首次登頂。